# ロムルスとレムス (ルーベンス)
『ロムルスとレムス』（伊: Romolo e Remo、英: Romulus and Remus）は、フランドルのバロック期の画家ピーテル・パウル・ルーベンスがキャンバス上に油彩で制作した絵画である。制作年については、本作の工房レプリカが1614年には存在していたことから1612年、あるいは1612-1613年頃と考えられる。狼に世話をされている双子の兄弟ロムルスとレムスが表されており、水瓶の上にもたれているテベレ川の神、兄弟に食べ物を運んだキツツキ、兄弟を見つけた羊飼いも描かれている。1641年に、この絵画はルーベンスと親交があったニコラ・グィディ・ディ・バーニョ枢機卿の所有であったことが知られており、彼が本来の発注者であった可能性が高い。作品は現在、ローマのカピトリーノ美術館に所蔵されている。

## 作品

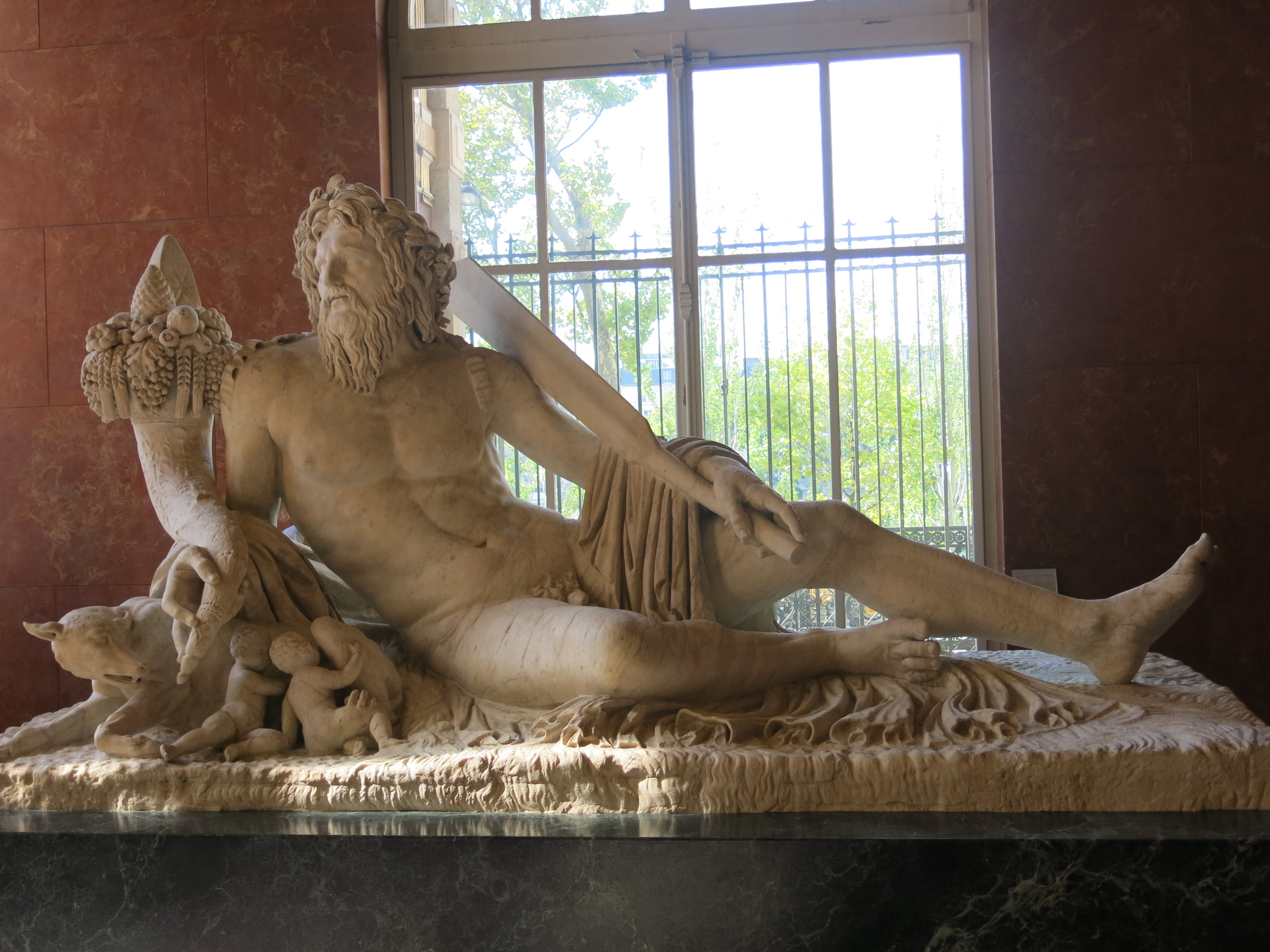
ルーベンス『テベレ川の彫像とロムルスとレムス』ルーヴル美術館、パリ

絵画の主題は、古代ローマ建国に関わる名高い出来事である。アルバ・ロンガの王ヌミトルから王位を簒奪した弟のアムリウスは、ヌミトルの子孫から復讐されることのないようにと、ヌミトルの娘レア・シルウィアをウェスタの巫女にする。しかし、彼女は軍神マルスに見初められて身重となり、双子の兄弟ロムルスとレムスを生む。彼女は投獄され、兄弟はアムリウスの命でテベレ川に捨てられるが、生き延び、雌狼とキツツキに育てられた。2人は後にローマを建国することとなる。
画面には、羊飼いのファウストゥルスが川辺のイチジクの木の下にいる双子の兄弟を発見した場面が描かれている。兄弟のうちの1人は狼の乳を吸っており、もう1人は両手を上げ、彼のほうに飛んでくるキツツキを見ている。キツツキは嘴に3粒のサクランボを彼のもとに運んでいるのである。画面上部右側の木にも2羽のキツツキが見える。左側の水が迸っている瓶の上にもたれかかっているのは、テベレ川の擬人像で、彼の後方にいる女性は川の水源を象徴するニンフと思われる。彼らは画中で起こっていることに関知しておらず、人間には不可視の存在として表されているのであろう。
ルーベンスは、本作の雌狼と2人の子供を構想するに際して、当時ヴァチカン宮殿のベルヴェデーレの中庭に置かれていた古代彫刻『テベレ川の彫像とロムルスとレムス』 (現在、ルーヴル美術館蔵) のコルヌコピアの下方の部分にあたる雌狼と双子の兄弟のモティーフを利用した。ルーベンスがイタリア滞在中に作成した、この彫刻の部分を写した素描がミラノのアンブロジアーナ図書館に所蔵されている。彫刻には、雌狼の両耳と口の部分、2人の子供たちの頭部と腕が欠損しているが、ルーベンスは本作でこれらの欠損部分を補い、子供たちを左右反転して描いた。さらに、子供たちの大きさを狼に比してかなり拡大した。
なお、背景の風景描写は、風景の専門画家ヤン・ウィルデンスの手になるという説が幅広く受け入れられている。